# Johnny LaZebnik
Johnny LaZebnik (* 8. dubna 1994) je americký scenárista a herec. Je autorem scénářů k několika seriálům, například Clash-A-Rama!, Norman Picklestripes a Simpsonovi.
Johnny LaZebnik žije v Los Angeles a je gay. Napsal epizodu seriálu Simpsonovi Smithers v žáru lásky se Smithersem v hlavní roli. Řekl, že to byla „velkolepá a naplňující“ zkušenost a také „čest“.
Jeho otec Rob LaZebnik je také scenárista a jeho matka Claire Scovell LaZebniková je spisovatelkou.

## Filmografie

### DílyClash-A-Rama!
- Clash-A-Lot The Musical

### DílyNorman Picklestripes
- For Love of Raisins
- The Floopsy Loopsy Dance
- Something Rottin'

### DílySimpsonových
- Smithers v žáru lásky (s Robem LaZebnikem)